# Rosa Godoy
Rosa Liliana Godoy (ur. 19 marca 1982 w Río Cuarto) – argentyńska lekkoatletka specjalizująca się w biegach długodystansowych, wielokrotna medalistka mistrzostw Ameryki Południowej i mistrzostw ibero-amerykańskich, uczestniczka letnich igrzysk olimpijskich i mistrzostw świata. Wielokrotna autorka rekordów kraju.

## Przebieg kariery
W 2007 była uczestniczką mistrzostw Ameryki Południowej, jak również igrzysk panamerykańskich, jednak nie zdobyła na nich żadnego medalu. Pierwsze medale imprezy międzynarodowej otrzymała w 2008 roku na mistrzostwach ibero-amerykańskich, w konkurencji biegu na 3000 m i biegu na 3000 m z przeszkodami. Rok później została dwukrotną brązową medalistką mistrzostw Ameryki Południowej, w konkurencji biegu na 3000 m z przeszkodami oraz biegu na 1500 m.
Startowała na mistrzostwach kontynentu w Buenos Aires, gdzie przed własną publicznością zdobyła dwa srebrne medale w konkurencjach biegu na 5000 i 10 000 m, jednocześnie ustanawiając nowe rekordy Argentyny. Brała udział w igrzyskach olimpijskich w Rio de Janeiro, gdzie w konkurencji maratonu zajęła 110. pozycję z rezultatem czasowym 2:52:31 a także w mistrzostwach świata w Londynie, gdzie w tej samej konkurencji zajęła 62. pozycję.
Zdobyła jedenaście tytułów mistrzyni Argentyny, w latach 2004, 2006, 2007, 2009-2011 i 2013.

## Osiągnięcia
| Rok     | Zawody                                      | Miasto         | Miejsce | Konkurencja                   | Wynik    |
| ------- | ------------------------------------------- | -------------- | ------- | ----------------------------- | -------- |
| 2001    | Mistrzostwa panamerykańskie juniorów        | Santa Fe       | 5.      | bieg na 5000 m                | 17:54,98 |
| 2004    | Młodzieżowe mistrzostwa Ameryki Południowej | Barquisimeto   | 4.      | bieg na 3000 m z przeszkodami | 11:15,98 |
| 2007    | Mistrzostwa Ameryki Południowej             | São Paulo      | 7.      | bieg na 1500 m                | 4:31,78  |
| 2007    | Mistrzostwa Ameryki Południowej             | São Paulo      | 4.      | bieg na 3000 m z przeszkodami | 10:29,48 |
| 2007    | Igrzyska panamerykańskie                    | Rio de Janeiro | DNS     | bieg na 3000 m z przeszkodami | N/A      |
| 2008    | Mistrzostwa ibero-amerykańskie              | Iquique        | 2.      | bieg na 3000 m                | 9:22,72  |
| 2008    | Mistrzostwa ibero-amerykańskie              | Iquique        | 2.      | bieg na 3000 m z przeszkodami | 10:00,36 |
| 2008    | Mistrzostwa świata w połmaratonie           | Rio de Janeiro | 29.     | półmaraton                    | 1:15:31  |
| 2009    | Mistrzostwa Ameryki Południowej             | Lima           | 3.      | bieg na 1500 m                | 4:23,63  |
| 2009    | Mistrzostwa Ameryki Południowej             | Lima           | 3.      | bieg na 3000 m z przeszkodami | 10:12,95 |
| 2010    | Mistrzostwa ibero-amerykańskie              | San Fernando   | 5.      | bieg na 3000 m                | 9:10,24  |
| 2010    | Mistrzostwa ibero-amerykańskie              | San Fernando   | 4.      | bieg na 5000 m                | 15:53,76 |
| 2011    | Mistrzostwa Ameryki Południowej             | Buenos Aires   | 2.      | bieg na 5000 m                | 15:43,36 |
| 2011    | Mistrzostwa Ameryki Południowej             | Buenos Aires   | 2.      | bieg na 10 000 m              | 32:51,10 |
| 2011    | Igrzyska panamerykańskie                    | Guadalajara    | 11.     | bieg na 5000 m                | 17:33,77 |
| 2014    | Igrzyska Ameryki Południowej                | Santiago       | 5.      | bieg na 5000 m                | 16:28,21 |
| 2014    | Igrzyska Ameryki Południowej                | Santiago       | 4.      | bieg na 10 000 m              | 34:08,16 |
| 2015    | Mistrzostwa Ameryki Południowej             | Lima           | 5.      | bieg na 10 000 m              | 33:24,71 |
| 2015    | Igrzyska panamerykańskie                    | Toronto        | 9.      | bieg na 10 000 m              | 33:29,41 |
| 2016    | Letnie igrzyska olimpijskie                 | Rio de Janeiro | 110.    | maraton                       | 2:52:31  |
| 2017    | Mistrzostwa Ameryki Południowej             | Asunción       | 7.      | bieg na 10 000 m              | 35:45,46 |
| 2017    | Mistrzostwa świata                          | Londyn         | 62.     | maraton                       | 2:49:30  |
| Źródło: |                                             |                |         |                               |          |

## Rekordy życiowe
- bieg na 1500 m – 4:16,97 (24 marca 2009, Buenos Aires)
- bieg na 3000 m – 9:10,24 (6 czerwca 2010, San Fernando)
- bieg na 5000 m – 15:43,36 (2 czerwca 2011, Buenos Aires)
- bieg na 10 000 m – 32:51,10 (5 czerwca 2011, Buenos Aires)
- bieg na 3000 m z przeszkodami – 10:00,36 (13 czerwca 2008, Iquique)
- chód na 10 km – 33:27 (3 sierpnia 2008, Buenos Aires)
- półmaraton – 1:12:42 (8 maja 2011, Rosario)
- maraton – 2:38:36 (10 kwietnia 2016, Rotterdam)

Źródło: 